# Suhljati škratec
Suhljati škratec (znanstveno ime Coenagrion pulchellum) je predstavnik enakokrilih kačjih pastirjev iz družine škratcev, razširjen po večjem delu Evrope in vzhodno do Srednje Azije.

## Opis
Odrasli dosežejo 34 do 38 mm v dolžino, od tega zadek 23 do 32 mm, zadnji krili pa merita 16 do 32 mm. S svetlomodro osnovno obarvanostjo in črnim vzorcem je podoben travniškemu škratcu, od katerega se samci ločijo po nekoliko temnejši barvi, prekinjeni črti na vrhu sprednje strani oprsja, ki zgleda kot klicaj, ter nekaterih drugih manjših znakih. Obarvanost je sicer variabilna, na južnejšem delu območja razširjenosti so tako lahko osebki precej temni (in obratno), zato je za zanesljivo razločevanje od travniškega škratca nujen pregled ujetega osebka. Na podlagi razlik v obarvanosti so bile v preteklosti opisane številne podvrste, ker pa so razlike postopne, jih zdaj obravnavamo le kot barvne forme.
Odrasli letajo od pozne pomladi do sredine septembra.

## Habitat in razširjenost
Razmnožuje se v nezasenčenih stoječih in počasi tekočih vodah z dobro razvito obrežno ter podvodno obrastjo. Sicer vrsta ni zahtevna in se pojavlja ob jezerih, ribnikih, močvirjih in rečnih mrtvicah, pa tudi umetnih kanalih.
Suhljati škratec je razširjen od Zahodne Evrope v pasu do zahodne Sibirije in severnega dela Srednje Azije. Najpogostejši je v Srednji Evropi, proti jugu pa pogostost pada. Na Iberskem polotoku se ne pojavlja, redek je tudi na Apeninskem polotoku. Sicer je proti jugu razširjen vse do Turčije (sicer maloštevilčno). V Sloveniji je najpogostejši v opuščenih gramoznicah v Pomurju in v kanalih na Ljubljanskem barju. Našli so ga tudi v nekaterih mrtvicah Mure, večina ustreznih habitatov v državi pa je zanj premalo zaraščenih, zato ga nadomešča travniški škratec. Na Rdeči seznam kačjih pastirjev iz Pravilnika o uvrstitvi ogroženih rastlinskih in živalskih vrst v rdeči seznam je suhljati škratec uvrščen kot ranljiva vrsta.